# Copa Santa Catarina de 2025
A Copa Santa Catarina de 2025 será a 24ª edição desta competição futebolística realizada e organizada pela Federação Catarinense de Futebol. Será disputada por dezessete equipes entre os meses de setembro a novembro. Terá o segundo maior número de participantes desde que a competição foi criada em 1990.
No dia 8 de agosto, o Juventus de Jaraguá cancelou a sua participação na competição alegando que o clube deverá concentrar esforços no pedido de recuperação judicial.

## Regulamento
A competição será dividida em duas fases: a inicial com 17 times divididos em quatro grupos e a final em jogos de mata-mata.

### Primeira fase
As equipes divididas em quatro grupos enfrentam-se dentro de suas respectivas chaves em sistema de turno e returno. Os dois melhores colocados de cada grupo avançam às quartas de final.

### Fase final
Já na fase final serão disputadas em jogos de ida e volta até a partida final. Em caso de empate no placar agregado, a decisão vai para os pênaltis. Os cruzamentos das quartas serão entre os grupos A x B e C x D.
Além de disputar a Recopa Catarinense o clube campeão terá o direito de escolher uma das seguintes vagas da Federação Catarinense de Futebol para as competições nacionais promovidas pela Confederação Brasileira de Futebol (CBF) seja ela a Copa do Brasil ou o Campeonato Brasileiro - Série D.
O clube vice-campeão ficará com a outra vaga da FCF válida por uma das competições nacionais promovida pela CBF. Se o clube que for campeão ou vice-campeão desta competição já for integrante da Copa do Brasil e/ou dos Campeonatos Brasileiros das Séries “A”, “B”,“C” ou “D” de 2026, estas vagas ficarão com o clube que obtiver o melhor índice técnico subsequente somente na Copa Santa Catarina de 2025.

## Equipes participantes
| Tubarão | Tubarão            | Domingos Silveira Gonzales | 1 706  | 1 (2017) |
| Avaí | Florianópolis      | Ressacada                  | 17 826 | 1 (1995) |
| Barra-SC | Balneário Camboriú | Arena Barra                | 5 500  | 0        |
| Blumenau | Blumenau           | Monumental                 | 3 624  | 0        |
| Brusque | Brusque            | Augusto Bauer              | 5 000  | 5 (2019) |
| Camboriú | Camboriú           | Emília Mendes Rodrigues    | 5 000  | 0        |
| Caravaggio | Nova Veneza        | Montanha                   | 2 273  | 0        |
| Carlos Renaux | Brusque            | Augusto Bauer              | 5 000  | 0        |
| Chapecoense | Chapecó            | Arena Condá                | 15 765 | 1 (2006) |
| Concórdia | Concórdia          | Domingos Machado de Lima   | 3 161  | 1 (2024) |
| Criciúma | Criciúma           | Heriberto Hülse            | 19 900 | 1 (1993) |
| Figueirense | Florianópolis      | Orlando Scarpelli          | 19 584 | 3 (2021) |
| Joinville | Joinville          | Arena Joinville            | 22 000 | 5 (2020) |
| Marcílio Dias | Itajaí             | Dr. Hercílio Luz           | 6 010  | 3 (2023) |
| Nação | Araquari           | Arena Joinville            | 22 000 | 0        |
| Santa Catarina | Rio do Sul         | Hermann Aichinger          | 3 000  | 0        |
| Tubarão Avaí Barra-SC Blumenau Brusque Camboriú Caravaggio Carlos Renaux Chapecoense Concórdia Criciúma Figueirense Joinville Marcílio Dias Nação Santa CatarinaLocalização das equipes participantes. |                    |                            |        |          |

## Primeira fase

### Grupo A
| Pos | Equipe        | Pts | J | V | E | D | GP | GC | SG | Classificação ou descenso |  | AVA | BAR | FIG | MAR |
| --- | ------------- | --- | - | - | - | - | -- | -- | -- | ------------------------- |  | --- | --- | --- | --- |
| 1   | Avaí          | 0   | 0 | 0 | 0 | 0 | 0  | 0  | 0  | Classificados             |  | —   |     |     |     |
| 2   | Barra-SC      | 0   | 0 | 0 | 0 | 0 | 0  | 0  | 0  | Classificados             |  |     | —   |     |     |
| 3   | Figueirense   | 0   | 0 | 0 | 0 | 0 | 0  | 0  | 0  |                           |  |     |     | —   |     |
| 4   | Marcílio Dias | 0   | 0 | 0 | 0 | 0 | 0  | 0  | 0  |                           |  |     |     | —   |     |

### Grupo B
| Pos | Equipe         | Pts | J | V | E | D | GP | GC | SG | Classificação ou descenso |  | BRU | CHA | CON | SAN |
| --- | -------------- | --- | - | - | - | - | -- | -- | -- | ------------------------- |  | --- | --- | --- | --- |
| 1   | Brusque        | 0   | 0 | 0 | 0 | 0 | 0  | 0  | 0  | Classificados             |  | —   |     |     |     |
| 2   | Chapecoense    | 0   | 0 | 0 | 0 | 0 | 0  | 0  | 0  | Classificados             |  |     | —   |     |     |
| 3   | Concórdia      | 0   | 0 | 0 | 0 | 0 | 0  | 0  | 0  |                           |  |     |     | —   |     |
| 4   | Santa Catarina | 0   | 0 | 0 | 0 | 0 | 0  | 0  | 0  |                           |  |     |     | —   |     |

### Grupo C
| Pos | Equipe        | Pts | J | V | E | D | GP | GC | SG | Classificação ou descenso |  | BEC | CRE | JEC | NAC |
| --- | ------------- | --- | - | - | - | - | -- | -- | -- | ------------------------- |  | --- | --- | --- | --- |
| 1   | Blumenau      | 0   | 0 | 0 | 0 | 0 | 0  | 0  | 0  | Classificados             |  | —   |     |     |     |
| 2   | Carlos Renaux | 0   | 0 | 0 | 0 | 0 | 0  | 0  | 0  | Classificados             |  |     | —   |     |     |
| 3   | Joinville     | 0   | 0 | 0 | 0 | 0 | 0  | 0  | 0  |                           |  |     |     | —   |     |
| 4   | Nação         | 0   | 0 | 0 | 0 | 0 | 0  | 0  | 0  |                           |  |     |     | —   |     |

### Grupo D
| Pos | Equipe     | Pts | J | V | E | D | GP | GC | SG | Classificação ou descenso |  | CAM | CAR | CRI | TUB |
| --- | ---------- | --- | - | - | - | - | -- | -- | -- | ------------------------- |  | --- | --- | --- | --- |
| 1   | Camboriú   | 0   | 0 | 0 | 0 | 0 | 0  | 0  | 0  | Classificados             |  | —   |     |     |     |
| 2   | Caravaggio | 0   | 0 | 0 | 0 | 0 | 0  | 0  | 0  | Classificados             |  |     | —   |     |     |
| 3   | Criciúma   | 0   | 0 | 0 | 0 | 0 | 0  | 0  | 0  |                           |  |     |     | —   |     |
| 4   | Tubarão    | 0   | 0 | 0 | 0 | 0 | 0  | 0  | 0  |                           |  |     |     | —   |     |

## Fase final
Em itálico, as equipes que disputarão a primeira partida como mandante. Em negrito, as equipes classificadas.
|  | Quartas de final    | Quartas de final    | Quartas de final    | Quartas de final    |  |  | Semifinais        | Semifinais        | Semifinais        | Semifinais        |  |  | Final               | Final               | Final               | Final               |  |  |
|  | 19 a 26 de setembro | 19 a 26 de setembro | 19 a 26 de setembro | 19 a 26 de setembro |  |  | 2 a 9 de novembro | 2 a 9 de novembro | 2 a 9 de novembro | 2 a 9 de novembro |  |  | 16 a 23 de novembro | 16 a 23 de novembro | 16 a 23 de novembro | 16 a 23 de novembro |  |  |
|  |                     |                     |                     |                     |  |  |                   |                   |                   |                   |  |  |                     |                     |                     |                     |  |  |
|  | 1º colocado A       |                     |                     |                     |  |  |                   |                   |                   |                   |  |  |                     |                     |                     |                     |  |  |
|  | 2º colocado B       |                     |                     |                     |  |  |                   |                   |                   |                   |  |  |                     |                     |                     |                     |  |  |
|  |                     |                     |                     |                     |  |  |                   |                   |                   |                   |  |  |                     |                     |                     |                     |  |  |
|  |                     |                     |                     |                     |  |  |                   |                   |                   |                   |  |  |                     |                     |                     |                     |  |  |
|  |                     |                     |                     |                     |  |  |                   |                   |                   |                   |  |  |                     |                     |                     |                     |  |  |
|  | 1º colocado B       |                     |                     |                     |  |  |                   |                   |                   |                   |  |  |                     |                     |                     |                     |  |  |
|  |                     |                     |                     |                     |  |  |                   |                   |                   |                   |  |  |                     |                     |                     |                     |  |  |
|  | 2º colocado A       |                     |                     |                     |  |  |                   |                   |                   |                   |  |  |                     |                     |                     |                     |  |  |
|  |                     |                     |                     |                     |  |  |                   |                   |                   |                   |  |  |                     |                     |                     |                     |  |  |
|  |                     |                     |                     |                     |  |  |                   |                   |                   |                   |  |  |                     |                     |                     |                     |  |  |
|  |                     |                     |                     |                     |  |  |                   |                   |                   |                   |  |  |                     |                     |                     |                     |  |  |
|  | 1º colocado C       |                     |                     |                     |  |  |                   |                   |                   |                   |  |  |                     |                     |                     |                     |  |  |
|  |                     |                     |                     |                     |  |  |                   |                   |                   |                   |  |  |                     |                     |                     |                     |  |  |
|  | 2º colocado D       |                     |                     |                     |  |  |                   |                   |                   |                   |  |  |                     |                     |                     |                     |  |  |
|  |                     |                     |                     |                     |  |  |                   |                   |                   |                   |  |  |                     |                     |                     |                     |  |  |
|  |                     |                     |                     |                     |  |  |                   |                   |                   |                   |  |  |                     |                     |                     |                     |  |  |
|  |                     |                     |                     |                     |  |  |                   |                   |                   |                   |  |  |                     |                     |                     |                     |  |  |
|  | 1º colocado D       |                     |                     |                     |  |  |                   |                   |                   |                   |  |  |                     |                     |                     |                     |  |  |
|  |                     |                     |                     |                     |  |  |                   |                   |                   |                   |  |  |                     |                     |                     |                     |  |  |
|  | 2º colocado C       |                     |                     |                     |  |  |                   |                   |                   |                   |  |  |                     |                     |                     |                     |  |  |

## Final

### Jogo de ida
| 16 de novembro |  | – |  |             |
| 15:00          |  |   |  | Árbitro: SC |

### Jogo de volta
| 23 de novembro |  | – |  |             |
| 15:00          |  |   |  | Árbitro: SC |

## Premiação
| Copa Santa Catarina de 2025 |
| Santa Catarina              |
| --------------------------- |
| ' Campeão (1.º título)      |

## Classificação final
| Pos | Equipe | Pts | J | V | E | D | GP | GC | SG | Classificado                     |
| --- | ------ | --- | - | - | - | - | -- | -- | -- | -------------------------------- |
| 1   |        | 0   | 0 | 0 | 0 | 0 | 0  | 0  | 0  | Campeão                          |
| 2   |        | 0   | 0 | 0 | 0 | 0 | 0  | 0  | 0  | Vice-campeão                     |
| 3   |        | 0   | 0 | 0 | 0 | 0 | 0  | 0  | 0  | Eliminados nas semifinais        |
| 4   |        | 0   | 0 | 0 | 0 | 0 | 0  | 0  | 0  | Eliminados nas semifinais        |
| 5   |        | 0   | 0 | 0 | 0 | 0 | 0  | 0  | 0  | Eliminados nas quartas de finais |
| 6   |        | 0   | 0 | 0 | 0 | 0 | 0  | 0  | 0  | Eliminados nas quartas de finais |
| 7   |        | 0   | 0 | 0 | 0 | 0 | 0  | 0  | 0  | Eliminados nas quartas de finais |
| 8   |        | 0   | 0 | 0 | 0 | 0 | 0  | 0  | 0  | Eliminados nas quartas de finais |
| 9   |        | 0   | 0 | 0 | 0 | 0 | 0  | 0  | 0  | Eliminados na primeira fase      |
| 10  |        | 0   | 0 | 0 | 0 | 0 | 0  | 0  | 0  | Eliminados na primeira fase      |
| 11  |        | 0   | 0 | 0 | 0 | 0 | 0  | 0  | 0  | Eliminados na primeira fase      |
| 12  |        | 0   | 0 | 0 | 0 | 0 | 0  | 0  | 0  | Eliminados na primeira fase      |
| 13  |        | 0   | 0 | 0 | 0 | 0 | 0  | 0  | 0  | Eliminados na primeira fase      |
| 14  |        | 0   | 0 | 0 | 0 | 0 | 0  | 0  | 0  | Eliminados na primeira fase      |
| 15  |        | 0   | 0 | 0 | 0 | 0 | 0  | 0  | 0  | Eliminados na primeira fase      |
| 16  |        | 0   | 0 | 0 | 0 | 0 | 0  | 0  | 0  | Eliminados na primeira fase      |